# Plouguin
Plouguin är en kommun i departementet Finistère i regionen Bretagne i västra Frankrike. Kommunen ligger i kantonen Ploudalmézeau som tillhör arrondissementet Brest. År 2022 hade Plouguin 2 236 invånare.

## Befolkningsutveckling
Antalet invånare i kommunen Plouguin
Referens:INSEE